# Bryophryne bustamantei
Bryophryne bustamantei es una especie de anfibio anuro de la familia Craugastoridae. Es  endémica de Perú, más concretamente de un área reducida del valle Umasbamba en la provincia de La Convención. Habita en las áreas de transición entre los bosques enanos y la puna, entre los 3550 y los 3950 m de altitud.
Se encuentra amenazada de extinción debido a la destrucción y degradación de su hábitat causadas por las actividades humanas, en especial la construcción de la carretera entre Cuzco y Quillabamba.